# Landkreis Kattowitz

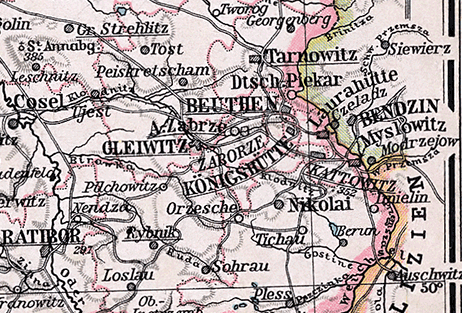
Kattowitz und Umgebung, 1905

Der Landkreis Kattowitz (bis 1899 Kreis Kattowitz) war von 1873 bis 1922 ein preußischer Landkreis in Oberschlesien. Seine Kreisstadt war die Stadt Kattowitz, die seit 1899 einen eigenen Stadtkreis bildete. Das ehemalige Kreisgebiet gehört heute zur polnischen Woiwodschaft Schlesien. Der Landkreis Kattowitz war außerdem während des Zweiten Weltkrieges (1939–1945) eine deutsche Verwaltungseinheit im besetzten Polen.

## Verwaltungsgeschichte
Der Kreis Kattowitz entstand im Jahre 1873 aus dem südöstlichen Teil des Kreises Beuthen, der durch das starke Anwachsen der Bevölkerung im Oberschlesischen Industriegebiet für die damaligen Maßstäbe zu groß geworden war. Er gehörte dem Regierungsbezirk Oppeln in der preußischen Provinz Schlesien an. Am 1. April 1899 schied die Stadt Kattowitz aus dem Kreis aus und bildete einen eigenen Stadtkreis. Dadurch änderte sich die Bezeichnung des Kreises Kattowitz in Landkreis Kattowitz. 
Bei der Volksabstimmung in Oberschlesien am 20. März 1921 votierten im Landkreis Kattowitz 44,4 % der Wähler für den Verbleib bei Deutschland und 55,6 % für eine Abtretung an Polen. Durch die anschließenden Beschlüsse der Pariser Botschafterkonferenz fiel der gesamte Kreis im Juni 1922 an Polen.

## Einwohnerentwicklung
| Jahr | Einwohner | Quelle |
| ---- | --------- | ------ |
| 1885 | 105.358   | [ 1 ]  |
| 1900 | 151.660   | [ 2 ]  |
| 1910 | 216.807   | [ 2 ]  |

Bei der Volkszählung von 1910 bezeichneten sich 65 % der Einwohner des Landkreises Kattowitz als rein polnischsprachig und 30 % als rein deutschsprachig. Bei der Volkszählung von 1900 waren 94 % der Einwohner katholisch und 5 % evangelisch.

## Landräte
1873–187700Hans Hermann von Berlepsch (1843–1926)
1877–188300Paul Grundmann
1883–189700Ernst Holtz (1854–1935)
1897–191600Ernst Eugen Gerlach
1916–192200Gottfried Schwendy (1869–1958)

## Gemeinden
Dem Landkreis Kattowitz gehörten um 1900 die folgenden Gemeinden an:
| - Baingow - Bittkow - Bogutschütz - Brynow - Brzenskowitz - Brzezinka - Bykowine - Alt Chorzow - Domb - Halemba - Janow - Klein Dombrowka | - Klodnitz - Kochlowitz - Laurahütte - Maczeikowitz - Michalkowitz - Myslowitz, Stadt - Neudorf - Przelaika - Rosdzin - Schoppinitz - Siemianowitz - Zalenze |

Die Landgemeinde Josephsdorf wurde 1894 nach Domb eingemeindet und die Landgemeinde Radoschau vor 1908 nach Kochlowitz. Klein Dombrowka wurde 1905 in Eichenau, Bykowine 1907 in Friedrichsdorf und Brzezinka 1906 in Birkental umbenannt.

## Persönlichkeiten
- Michael Jary (* 24. September 1906 in Laurahütte; † 12. Juli 1988 in München), deutscher Komponist

## Der Landkreis Kattowitz im besetzten Polen

### Geschichte
Im Rahmen des Überfalls auf Polen wurde der polnische Kreis Katowice am 3. September 1939 von der Wehrmacht besetzt und zum 26. November 1939 der unter dem Namen Landkreis Kattowitz Teil des neugebildeten Regierungsbezirks Kattowitz in der Provinz Schlesien. Zum 20. November 1939 erhielt der Landkreis Kattowitz vom Landkreis Pleß die Gemeinden Panewnik und Petrowitz. Zum 18. Januar 1941 wurde die Provinz Schlesien aufgelöst und aus den bisherigen Regierungsbezirken Kattowitz und Oppeln die neue Provinz Oberschlesien gebildet. Im Januar 1945 wurde das Kreisgebiet wieder polnisch, nachdem es von der Roten Armee eingenommen worden war.

### Landräte
1939–9999: Erich Keßler
1939–1945: Philipp Heimann (1881–1962) vertretungsweise
1943–1944: Volkmar Hopf (1906–1997) (vertretungsweise)
1944–1945: Kriele

### Kommunalverfassung
Die Städte Laurahütte und Myslowitz sowie alle übrigen Gemeinden des Landkreises wurden in der Zeit zwischen Februar und September 1940 in drei Schüben der im Altreich gültigen Deutschen Gemeindeordnung vom 30. Januar 1935 unterstellt, die die Durchsetzung des Führerprinzips auf Gemeindeebene vorsah. Für das gesamte Kreisgebiet galt das in den eingegliederten Ostgebieten geltende Kreisrecht.